# Pont à piles
Pour un article plus général, voir pont.
Le pont à piles est un modèle d'architecture de ponts.

## Caractéristiques
Pour certains ponts, la longueur est trop importante pour être soutenue par une poutre simple. Des pièces verticales sont alors ajoutées qui reprennent une partie des efforts pour les retransmettre au sol en laissant l'intervalle dégagé: ce sont les piles.
Elles peuvent être en matériaux divers (bois, pierre, métal, béton) travaillant en compression.
Les ponts à piles sont nécessairement associés à plusieurs poutres, arcs ou autre système.
Les piles supportent autant de poutres identiques tout au long de l'ouvrage. Aux extrémités et selon le cahier des charges, deux poutres différentes peuvent prendre place.
Cette méthode présente l'inconvénient de limiter le passage en largeur à la longueur d'une poutre.
Certains ponts peuvent parfois ne présenter qu'un pilier décentré, souvent pour des questions d'esthétique.
Les appuis doivent être solides ; ils travaillent en poinçonnement.